# Terrassa
Terrassa (kat. [təˈrasə], spanisch Tarrasa) ist eine moderne Industriestadt mit historischem Stadtzentrum in der Provinz Barcelona in Katalonien (Spanien) und liegt 28 km nordwestlich von Barcelona.
Mit 228.708 Einwohnern (Stand: 2024) ist Terrassa eine der größten Städte Kataloniens. Sie nahm wesentlich an der industriellen Revolution des 19. Jahrhunderts teil.
Seit 2004 ist die Stadt Sitz des römisch-katholischen Bistums Terrassa. Hauptkirche ist die Catedral del Sant Esperit (Heilig-Geist-Kathedrale), die 1621 geweiht wurde. In Terrassa befindet sich auch ein Campus der Universitat Politècnica de Catalunya, deren Hauptsitz sich in Barcelona befindet.

## Geographische Lage
Die Stadt liegt 286 Meter über dem Meeresspiegel.
Terrassa liegt in der Comarca Vallès Occidental und ist zusammen mit der Nachbarstadt Sabadell Verwaltungszentrum und Hauptstadt dieses Kreises.

## Stadtname
Der Stadtname entwickelte sich aus dem im 10. Jahrhundert entstandenen Namen Terracia, der auf Katalanisch Terraça oder Terrassa lautete. Im 16. Jahrhundert trug der Ort die Namensform Tarrassa, bis man im 19. Jahrhundert zum Namen Terrassa zurückkehrte. In der Zeit des Franquismus erfolgte die Umbenennung in Tarrasa, die 1977 nach einer Bürgerinitiative wieder rückgängig gemacht wurde, sodass die Stadt heute wieder Terrassa heißt.

## Geschichte
Die ältesten Spuren auf Besiedlung in der Gegend des heutigen Terrassa stammen aus der Zeit des Pleistozän. Etwa um das Jahr 400 v. Chr. entwickelte sich eine erste dauerhafte Siedlung, die später dem Römischen Reich angehörte. Unter dem Kaiser Vespasian wurde diese Siedlung unter dem Namen Egara oder Municipium Flavium Egara zu einer Gemeinde erhoben. Dieser römische Name lässt sich noch heute im Bistum Egara wiederfinden.
Mit dem beginnenden Ende des Römischen Reiches kam im 4. Jahrhundert das Christentum nach Terrassa, sodass eine Kirche errichtet wurde, die mit dem Einfall der Mauren im 8. Jahrhundert zerstört wurde, das Gebiet um Terrassa gehörte fortan zum arabischen al-Andalus. Im 10. Jahrhundert wurde die Region im Rahmen der Reconquista wieder von den Christen erobert. 1110 wurde ein Stück Land dort von Raimund Berengar III., dem Grafen von Barcelona, an einen Adligen verkauft, um dort eine Festung zu errichten, um die herum sich der heutige Ort ansiedelte.
Im Rahmen der industriellen Revolution wuchs Terrassa weiter an und erhielt 1856 einen Anschluss an das Eisenbahnnetz. Aufgrund des hohen Bevölkerungswachstums wurden 1876 die mittelalterlichen Stadtmauern eingerissen. 1885 hatte Terrassa 15.956 Einwohner, 1904 wurde die Gemeinde Sant Pere eingemeindet. Das starke Wachstum der Stadt brachte auch einen wirtschaftlichen Aufschwung mit sich, was die Immigration vor allem aus dem Süden Spaniens förderte. So zählte die Stadt 1930 knapp 40.000 Einwohner, 1960 waren es bereits über 90.000 Einwohner. Am 25. September 1962 war Terrassa von einer Hochwasserkatastrophe betroffen, die viele Menschenleben forderte.
Am 17. April 2024 erhielt die Stadt den Europapreis des Europarates für ihre herausragenden Bemühungen um den europäischen Integrationsgedanken.

## Bevölkerung

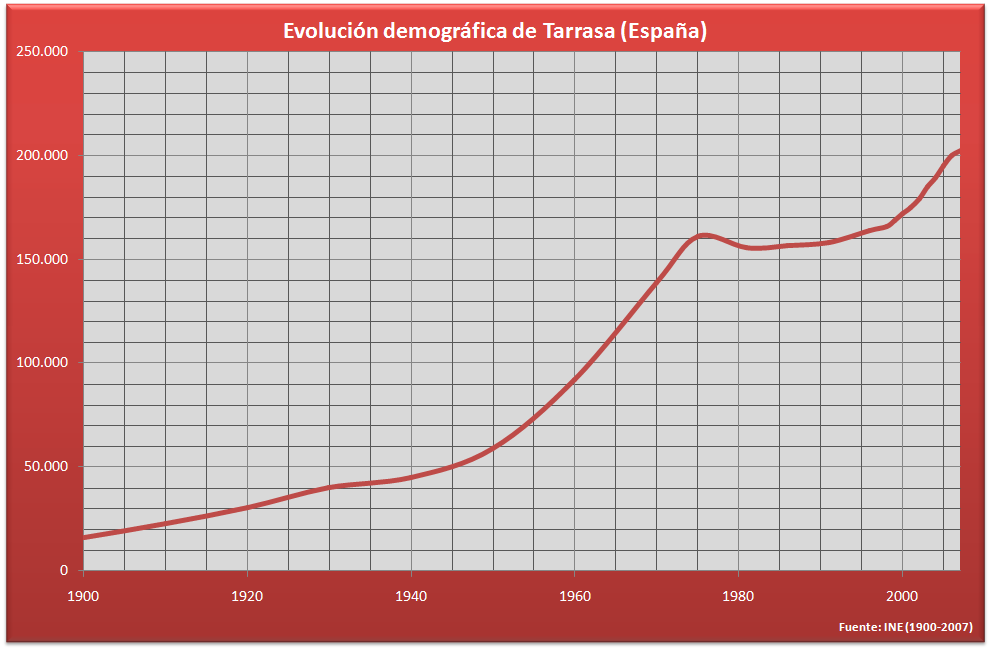
Bevölkerungsentwicklung von Terrassa (bis 2007)

Die Großstadt Terrassa ist mit über 200.000 Einwohnern hinter L’Hospitalet de Llobregat und knapp hinter Badalona die viertgrößte Stadt Kataloniens.
| Jahr      | 1842  | 1877   | 1900   | 1910   | 1920   | 1930   | 1940   | 1950   | 1960   | 1970    | 1981    | 1991    | 2001    | 2011    |
| --------- | ----- | ------ | ------ | ------ | ------ | ------ | ------ | ------ | ------ | ------- | ------- | ------- | ------- | ------- |
| Einwohner | 5.225 | 11.057 | 15.872 | 21.986 | 29.188 | 37.470 | 45.682 | 56.828 | 91.597 | 136.952 | 155.614 | 158.063 | 173.775 | 214.406 |

## Sehenswürdigkeiten

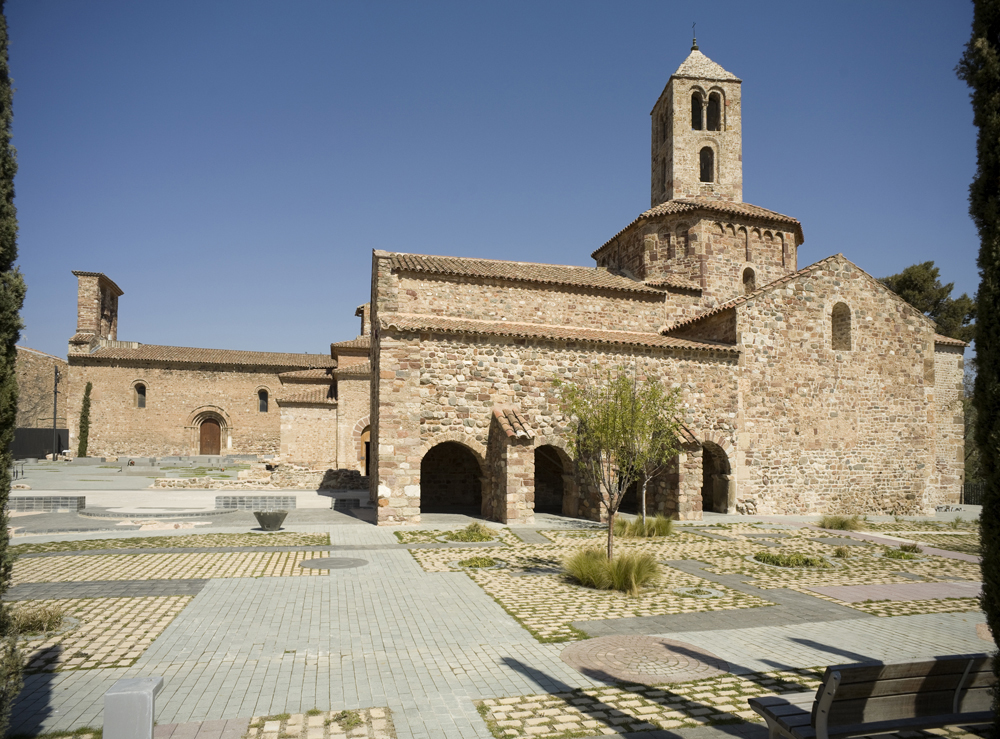
Kirchenfamilie

Das Stadtbild ist im Wesentlichen vom architektonischen Erbe des Mittelalters, wie auch vom Modernisme (dem katalanischen Jugendstil) geprägt. Zudem findet man zahlreiche Zeugen (Industriegebäude, Schornsteine) aus der Zeit, als Terrassa zu den führenden Städten der industriellen Revolution gehörte.

### Historische Bauten
Die drei Kirchen von Sant Pere aus dem 9. bis 12. Jahrhundert (Kirchenfamilie von Terrassa), Torre del Palau (ein Turm aus dem 12. Jahrhundert), Pont de Sant Pere (eine Brücke aus dem 17. Jahrhundert), Castell de Vallparadis (eine Burg aus dem 12. bis 14. Jahrhundert), Kathedrale von Terrassa (17. Jahrhundert)

Die Masia Freixa, 1907–10 erbaut, beherbergt heute das Tourismusbüro

### Jugendstilbauten
Das Rathaus, die Apotheke Albiñana (ehemals Confiteria Viuda Carné), das Konservatorium (Masia Freixa) und verschiedene Häuser, u. a. Casa Baumann, Casa Joan Barata, Casa Alegre de Sagrera, Casa Baltasar Gorina.

### Industriezeitalter
Die Fabrikgebäude Vapor Aymerich, Amat i Jover (Sitz des Museu de la Ciència i de la Tècnica de Catalunya, ein Ankerpunkt der  Europäischen Route der Industriekultur), Izar, Marcet i Poal, der Nordbahnhof (von 1899), das Stadttheater (von 1911), das Textilmuseum, die Industrieschule (Palau d’Indústries, von 1901) u. a.

## Verkehr

### Öffentlicher Verkehr
Terrassa ist über die Linien R4 und S1 des S-Bahn-Netzes Rodalies Barcelona mit der Provinzhauptstadt und dem Umland verbunden. 2015 wurde die Verlängerung der S1, die zunächst in Terrassa Rambla endete, mit den neuen Stationen Vallparadís - Universitat, Terrassa Estació del Nord (mit Umstieg zur R4) und Terrassa Nacions Unides, eröffnet. Der Bau kostete 401 Millionen Euro.

### Individualverkehr
Terrassa ist über zwei Autobahnen, die mautpflichtige C-16 sowie die mautfreie C-58, mit Barcelona verbunden.

## Sport
Terrassa ist im In- und Ausland bekannt für seine Hockey-Tradition: Mit dem CD Terrassa, Atlètic Terrassa und dem Club Egara kommen gleich drei Spitzenklubs des spanischen und katalanischen Hockeys aus dieser Stadt. Der Fußballverein FC Terrassa, der bereits in der Segunda División antrat und zweimal die Copa Catalunya gewann, spielt zurzeit in der Tercera División.

## Städtepartnerschaften
| Partnerstädte Terrassas sind: - Örebro, Schweden - Pamiers im Département Ariège, (Frankreich) seit 1992 Vereinbarungen über Entwicklungszusammenarbeit gibt es mit - Granada (Nicaragua), seit 1989 - Tétouan (Marokko), seit 2002 - Tecoluca (El Salvador), seit 2004 | Weitere bilaterale Abkommen bestehen mit - Toulouse (Frankreich) - Alayh (Libanon) - Maringá (Brasilien) - Umeå und Uppsala (Schweden) - Peking und Shanghai (Volksrepublik China) - Mostar (Bosnien und Herzegowina) |

## Söhne und Töchter der Stadt
- Pere Jorba (1617–1647), Organist
- Jacint Boada i Casanoves (1772–1859), Chormeister, Organist, Komponist und Mönch des Klosters Montserrat
- Jaime Janer (1900–1941), Radrennfahrer
- Margot Moles (1910–1987), Leichtathletin, Skirennläuferin und Schwimmerin
- Aniceto Utset (1932–1998), Radrennfahrer
- José Colomer (1935–2013), Hockeyspieler
- Pedro Roig (1938–2018), Hockeyspieler
- Pedro Amat (* 1940), Hockeyspieler
- Jaime Amat (1941–2020), Hockeyspieler
- Francisco Amat (* 1943), Hockeyspieler
- Juan Amat (1946–2022), Hockeyspieler
- Jaime Arbós (* 1952), Hockeyspieler
- Juan Arbós (* 1952), Hockeyspieler
- Elisenda Fábregas (* 1955), Pianistin und Komponistin
- Miguel Prat (* 1955), Skilangläufer
- Jordi Oliva (1959–2014), Hockeyspieler
- Sergi Belbel (* 1963), Schriftsteller, Regisseur und Übersetzer
- Celia Corres (* 1964), Hockeyspielerin
- Juan Dinarés (* 1969), Hockeyspieler
- María Ángeles Parejo Jiménez (* 1969), Fußballspielerin
- Jordi Arnau (* 1970), Hockeyspieler
- Javier Arnau (* 1973), Hockeyspieler
- Xavier Ribas (* 1976), Hockeyspieler
- Albert Luque (* 1978), Fußballspieler
- Ana Copado (* 1980), Wasserballspielerin
- Laura Roca (* 1980), Schwimmerin
- Xavi (* 1980), Fußballspieler
- Silvia Bonastre (* 1981), Hockeyspielerin
- Eduard Tubau (* 1981), Hockeyspieler
- Eduard Arbós (* 1983), Hockeyspieler
- Quico Cortés (* 1983), Hockeyspieler
- Santiago Freixa (* 1983), Hockeyspieler
- José Carlos Ballbé (* 1985), Hockeyspieler
- Albert Pintó (* 1985), Filmregisseur
- Gisela Detrell (* 1986), Ingenieurin und Hochschullehrerin
- Nadia Hafid (* 1990), Illustratorin
- Georgina Oliva (* 1990), Hockeyspielerin
- Marta Corredera (* 1991), Fußballspielerin
- Antonio Pedrero (* 1991), Radrennfahrer
- Maria Elena Sánchez (* 1994), Wasserballspielerin
- Francisco Javier Castro Peña (* 1996), Handballspieler
- Álvaro Granados (* 1998), Wasserballspieler
- Dani Olmo (* 1998), Fußballspieler
- Oier Lazkano (* 1999), Radrennfahrer
- Paula Leitón (* 2000), Wasserballspielerin
- Bernat Sanahuja (* 2000), Wasserballspieler
- Ismael Saibari (* 2001), marokkanisch-belgischer Fußballspieler
- Arnau Fernández Guzmán (* 2002), Handballspieler
- Marc Pubill (* 2003), Fußballspieler